# Maison du patrimoine de Saint-Chef
Le musée de Saint-Chef est un musée municipal, situé à Saint-Chef, dans le département français de l'Isère.

## Présentation
Le musée de Saint-Chef est propriété de la commune. Inauguré en novembre 2000, il est installé dans une maison du XVIe siècle, située dans le bourg historique, près de l'église abbatiale.
Il retrace l'histoire de la commune de Saint-Chef, et mentionne notamment celle de l'église-abbatiale, ainsi que les savoir-faire locaux de la vigne et du pisé.
Le musée est en partie consacré à l'œuvre et aux origines locales de l'auteur Frédéric Dard, natif de Bourgoin-Jallieu mais qui a grandi et habité à Saint-Chef. Il abrite le plus important fonds public consacré à cet écrivain. L'exposition permanente évoque le destin d'autres personnalités saint-cheffoises, comme le comédien Louis Seigner.